# Sudrigiu
Sudrigiu – wieś w Rumunii, w okręgu Bihor, w gminie Rieni. W 2011 roku liczyła 351 mieszkańców.